# La grande bugia (programma televisivo)
La grande bugia (The Big Fib) è un gioco a premi statunitense per bambini condotto da Yvette Nicole Brown e Rhys Darby nel  ruolo di C.L.I.V.E. (Computerized Library of Information and Virtual Expert), l'assistente robot di Brown. Basata sul podcast Pants on Fire, la serie è stata presentata in anteprima su Disney+ il 22 maggio 2020.

## Trama
Il concorrente inizialmente si cimenta in un round di riscaldamento, in cui un bugiardo che si comporta da buffone e un vero esperto condividono storie assurde e aneddoti divertenti. A seguire, nel round principale, il concorrente rivolge delle domande incentrate sullo stesso argomento alla coppia composta da un vero esperto e da un bugiardo molto convincente, con lo scopo di riuscire a scovare l'imbroglione. Gli argomenti spaziano dalle meduse, al cosmo, sino ai supereroi, tra indizi visivi, oggetti curiosi, round "scottanti" tempestati da domande a raffica e gag di C.L.I.V.E. Nella parte finale, l'esperto e il bugiardo si posizionano sotto lo spara schiuma anti-imbroglione, per scoprire quale destino li attende. Se il nostro concorrente indovina, il bugiardo viene ricoperto di schiuma.

## Puntate
| nº          | Titolo originale                 | Titolo italiano                   | Pubblicazione USA | Pubblicazione Italia |
| Prima parte | Prima parte                      | Prima parte                       | Prima parte       | Prima parte          |
| ----------- | -------------------------------- | --------------------------------- | ----------------- | -------------------- |
| 1           | Hair & Jellyfish                 | Capelli e meduse                  | 22 maggio 2020    | 21 agosto 2020       |
| 2           | Nursing & Insects                | Infermieri e insetti              | 22 maggio 2020    | 21 agosto 2020       |
| 3           | Horses & The Moon                | Cavalli e la luna                 | 22 maggio 2020    | 21 agosto 2020       |
| 4           | Bees & Volcanoes                 | api e vulcani                     | 22 maggio 2020    | 21 agosto 2020       |
| 5           | Bottom Feeders & Super Heroes    | Pesci pulitori e supereroi        | 22 maggio 2020    | 21 agosto 2020       |
| 6           | Opera & Football                 | Lirica e football                 | 22 maggio 2020    | 21 agosto 2020       |
| 7           | Circus & Farming                 | Circo e agricoltura               | 22 maggio 2020    | 21 agosto 2020       |
| 8           | Stilts & Venom                   | Trampoli e veleno                 | 22 maggio 2020    | 21 agosto 2020       |
| 9           | Stunts & Animation               | Stuntman e animazione             | 22 maggio 2020    | 21 agosto 2020       |
| 10          | Firefighting & Ancient Egypt     | Pompieri e Antico Egitto          | 22 maggio 2020    | 21 agosto 2020       |
| 11          | Knitting & Oceans                | Uncinetto e oceano                | 22 maggio 2020    | 21 agosto 2020       |
| 12          | Dogs & Storms                    | Cani e tempeste                   | 22 maggio 2020    | 21 agosto 2020       |
| 13          | Dreams & Killer Plants           | Sogni e piante killer             | 22 maggio 2020    | 21 agosto 2020       |
| 14          | Bikes & Brains                   | Biciclette e cervelli             | 22 maggio 2020    | 21 agosto 2020       |
| 15          | Toys & Monkeys                   | Giocattoli e scimmie              | 22 maggio 2020    | 21 agosto 2020       |
|             | Seconda parte                    |                                   |                   |                      |
| 16          | Tap Dancing & Outer Space        | Tip Tap e spazio comico           | 23 ottobre 2020   | 23 ottobre 2020      |
| 17          | Cheese & Penguins                | Formaggi e pinguini               | 23 ottobre 2020   | 23 ottobre 2020      |
| 18          | Shipwrecks & Auto Racing         | Relitti e automibilismo           | 23 ottobre 2020   | 23 ottobre 2020      |
| 19          | Tree Clinbing & Germs            | Arrampicate su albero e germi     | 23 ottobre 2020   | 23 ottobre 2020      |
| 20          | Math & Faces                     | Matematica e volti                | 23 ottobre 2020   | 23 ottobre 2020      |
| 21          | Ice Cream & Street Art           | Gelati e arte di strada           | 23 ottobre 2020   | 23 ottobre 2020      |
| 22          | Food Science & Fossils           | Alimentazione e fossili           | 23 ottobre 2020   | 23 ottobre 2020      |
| 23          | Teeth & Architecture             | Denti e architettura              | 23 ottobre 2020   | 23 ottobre 2020      |
| 24          | Bats & Baseball                  | Pipistrelli e baseball            | 23 ottobre 2020   | 23 ottobre 2020      |
| 25          | Butterflies & Snakes             | Farfalle e serpenti               | 23 ottobre 2020   | 23 ottobre 2020      |
| 26          | Dessert & Skyscrapers            | Dessert e grattacieli             | 23 ottobre 2020   | 23 ottobre 2020      |
| 27          | Mars & Sharks                    | Marte e squali                    | 23 ottobre 2020   | 23 ottobre 2020      |
| 28          | Tie Dye & Special Effects        | Tintura e effetti speciali        | 23 ottobre 2020   | 23 ottobre 2020      |
| 29          | Drums & Spiders                  | Percussioni e ragni               | 23 ottobre 2020   | 23 ottobre 2020      |
| 30          | Soccer & Artificial Intelligence | Calcio e intelligenza artificiale | 23 ottobre 2020   | 23 ottobre 2020      |

## Produzione
All'inizio di novembre 2019 è stato rivelato che Disney+ aveva ordinato un comedy game show composto da 30 episodi basati sul popolare podcast Gen-Z Pants on Fire da Haymaker TV con Yvette Nicole Brown come conduttrice. Nell'aprile 2020 è stato rivelato che la prima parte della prima stagione è composta da 15 episodi, e successivamente è stato annunciato che anche la seconda parte è formata da 15 episodi.

## Distribuzione
La prima parte, composta da 15 puntate, è stata pubblicata il 22 maggio 2020 su Disney+. In Italia è stata pubblicata il 21 agosto 2020 sempre su Disney+. La seconda parte, composta da 15 episodi, è stata pubblicata il 23 ottobre 2020 su Disney+.